# Hitlers 50. Geburtstag
|  | Denne artikel er oprettet af botten PalnaBot ud fra en ekstern database. Den kan derfor have sproglige fejl eller mangler. Denne skabelon kan fjernes efter kontrol af indholdet. |

Hitlers fødselsdag 20. april 1939 er en film med ukendt instruktør.

## Handling
Denne Ufa-ugerevy blev første gang vist for offentligheden den 25. april 1939 - 5 dage efter Hitlers 50 års fødselsdag. Filmens historiske sagkyndige, dr. Fritz Terveen: "I anledning af Hitlers 50 års fødselsdag den 20. april 1939 skulle det tyske folk have en udførlig beretning om højtidelighederne, der fandt sted i Berlin. Til dette formål blev der givet befaling til en "storindsats" fra ugerevyens side. Forberedelsen til optagelserne lå, således som det var blevet almindeligt ved alle offentlige stats- og partiforanstaltninger i det tredje rige, i hænderne på en særlig teknisk arbejdsgruppe, der stod under rigspropagandaministeren."